# Parque do Povo (São Paulo)
O Parque Povo Mário Pimenta Camargo, ou Parque do Povo, foi inaugurado no dia 28 de setembro de 2008, no distrito do Itaim Bibi, no bairro de Chácara Itaim, em São Paulo, Brasil. Trata-se de uma área de 133.547 metros quadrados que conta com um complexo esportivo de três quadras poliesportivas com marcação especial para esportes paralímpicos, campo de futebol grama verde, pista de ciclismo própria, pista de skate, local para caminhada, pista de corrida, um jogo de tamanho real de xadrez no qual as pessoas podem movimentar as peças enormes em um tabuleiro quadriculado no chão, trilha e aparelhos de ginástica para o público usufruir. Na grandiosa área aberta do gramado que se localiza na parte central, é possível tomar sol ou fazer piquenique em meio as arvores. O Jardim Sensitivo, que tem em sua composição ervas aromáticas, dá ao público a possibilidade de cheirar, tocar ou até provar algumas das iguarias que crescem no jardim, como mostarda, coentro, cheiro-verde, cebolinha, babosa e manjericão. O local apresenta plena acessibilidade às pessoas com mobilidade reduzida, feito com materiais recuperados de demolições realizadas pela cidade para a construção de suas calçadas, como os resíduos recicláveis de edifícios encontrados na região central da cidade São Paulo. A Prefeitura de São Paulo realiza um novo projeto para que as áreas do parque tenham maior durabilidade e facilidade em sua manutenção.
Quanto a sua história, o parque está instalado numa área que pertencia à Caixa Econômica Federal e ao Instituto Nacional do Seguro Social. Durante mais de vinte anos, cerca de onze agremiações esportivas fizeram uso irregular do local. A Prefeitura conseguiu a cessão de uso do espaço somente no ano de 2016. O então projeto educativo e ambiental desenvolvido no local incluiu sete trilhas autoexplicativas, nas quais estão distribuídas as plantas que formam parte das coleções botânicas do parque. A abertura do parque foi marcada pela plantação de duzentas e trinta e uma mudas de árvores e atividades especiais para os visitantes. No parque não há restrição à entrada de animais domésticos (desde que estejam presos com guia e focinheira para os animais de maiores portes ). A ciclofaixa de lazer, aberta aos domingos e feriados das 7 às 16 horas, também é uma opção, visto que o local não conta com estacionamento para carros, ela faz a ligação do Parque do Povo ao do Ibirapuera e Villa-Lobos, disponibilizando um passeio de bicicleta mais longo pelas ruas da cidade. Na grande área aberta do gramado central, é possível tomar um sol ou fazer um piquenique em meio ao verde raro de se encontrar na capital paulistana. O parque também disponibiliza diversas atrações gratuitas todos os meses, para todos o públicos e gostos, como aulas de yoga, grupos de caminhada, aulas de Tai Chi Pai Lin , aula de esgrima, aulas de pilates, Movimentos Saúde: Zumba, salsa, Shiene e Piloxing, aula de golfe indoor.

## História

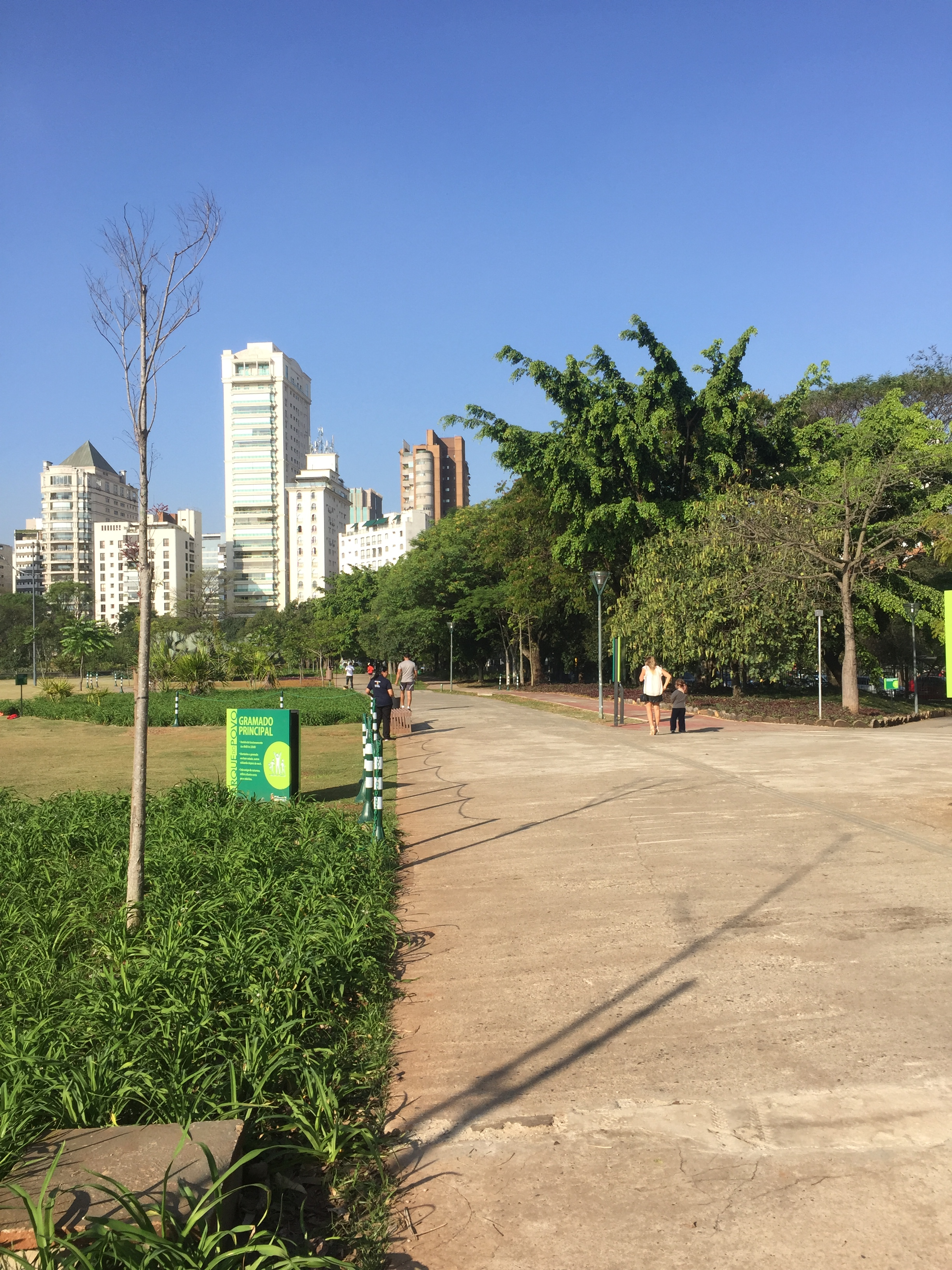
Espaço de caminhada construídos em 2008

O denominado popular e extraoficialmente Parque do Povo nasceu em 1930, quando os arredores dos trechos de várzea do Rio Pinheiros começaram a ser ocupados para que jovens e adultos praticassem futebol amador. A capital paulistana tem um histórico de ter sido desenvolvida a partir de colinas que se localizavam entre os vales Anhangabaú e Tamanduateí. Essas colinas não passavam pelas regiões de várzeas, que, durante muito tempo ficaram sob o domínio dos rios e eram utilizadas para lazer. Nas décadas de 1950 e 1960, tenderam-se cada vez mais a desaparecer e o Parque do Povo é hoje em dia uma das poucas e raras regiões da cidade de São Paulo que manteve sua preservação apesar da área que o envolve ser cada vez mais edificada.
Naquela época, analisando através de cartografias, é possível verificar que o Rio Pinheiros não tinha ainda um curso retificado, ou seja, seu canal era composto por diversas curvas sinuosas. Os trechos que hoje correspondem ao Parque do Povo ficavam localizados na margem oposta da atual margem do Rio Pinheiros, isso ocorreu devido as obras de retificação, iniciadas no ano de 1938, que mudaram a localização dos terrenos que abrigariam o Parque do povo, deixando-os então na margem direita.
Neste período o terreno do local estava em nome de dois proprietários: o antigo Instituto de Aposentadoria e Pensão dos Comerciários (IAPC), posteriormente sucedido pelo Instituto de Administração Financeira da Previdência e Assistência Social (IAPAS) e atualmente pelo Instituto Nacional do Seguro Social (INSS) e, a outra parte, cerca de 70% da área, era dividida entre as Construtoras Paranapanema e Urbatec, além da Associação Nossa Senhora do Bom Parto, as quais mais tarde, em razão de dívidas contraídas ao longo do tempo, perderam o terreno para a Caixa Econômica Federal.
A área do Parque do Povo foi se consolidando cada vez mais como um espaço residual para o futebol de várzea e, nas décadas de 1980  e 1990, pela via do processo de tombamento, surgiu a necessidade de serem estabelecidas políticas públicas para que as práticas do esporte e outros lazeres pudessem garantir sua continuidade sem prejuízos. O estudo final de tombamento foi elaborado em 1994, por uma equipe técnica multidisciplinar que contou com um amplo campo de conhecimento, tais como antropologia, sociologia, história, geografia e biologia, assessorada por professores da Universidade de São Paulo ( USP ). A resolução do processo de tombamento do Parque do Povo, que foi publicada em 1995, mostrou que era de suma importância que a área fosse protegida em decorrência de seu valor histórico e de sua importância na cultura popular.
O uso e a apropriação social do ambiente iam contra os interesses do mercado da época, o estudo de tombamento do Parque exibiu alguns dados relevantes em relação aos frequentadores do local, que era de um público oriundo de diversas partes da metrópole, dentre eles, a maior parte era composta por trabalhadores do comércio local (vendedores, corretores, balconistas, ambulantes) e dos restaurantes que tinham em volta (garçons, cozinheiros, serventes, copeiros, pizzaiolos). Cenário muito diferente do atual, o que é importante frisar.
Uma das técnicas para que a frequência do parque não caísse eram os torneios promovidos para diferentes faixas etárias, desde crianças a adultos. Assim como as escolinhas de futebol para as pessoas do bairro e das proximidades. Ali no Parque aconteciam, além do futebol de várzea, outras duas modalidades culturais: o Circo-Escola Picadeiro e o Teatro Vento Forte, que ajudaram a impulsionar a necessidade de proteção cultural ao local.
Pelo ano de 1990, o Parque do Povo, que era repleto dessas atividades circenses, shows de artistas populares e peças de teatro alternativo, começou a se contradizer com o bairro elitizado que se construíra a sua volta, o Itaim Bibi. A partir dessa construção, mudanças profundas começaram a ser realizadas, tais como a remoção dos antigos moradores, a destruição dos campos de futebol, demolição das instalações dos clubes, a transferência do circo-escola para outro bairro, deixando apenas uma área da formação antiga, a do Teatro Vento Forte, que entrou com uma intervenção do Ministério da Cultura para que pudesse permanecer ali.
Basicamente, a história do Parque hoje divide-se em antigo Parque do Povo e novo Parque do Povo, que foi reinaugurado no dia 28 de setembro de 2008, pertencente agora a Prefeitura de São Paulo. Após essa enorme transformação do local, surgiu um parque totalmente diferente, de autoria do arquiteto paisagista André Graziano, a proposta conta com extensos gramados espalhados por todo o espaço, play-ground, um novo paisagismo, pistas de caminhada, aparelhos de ginástica, quadras poliesportivas e uma ciclofaixa de lazer. Da construção antiga, apenas um único campo de futebol foi permanecido, mas atualmente encontra-se cercado e não é utilizado para do esporte. O espaço hoje é considerado um dos principais locais de convivência e lazer da capital.
Em junho de 2018, a Associação Parque do Povo assinou um termo de cooperação com a prefeitura de São Paulo para gestão de manutenção e melhorias no Parque do Povo, buscando investir um milhão e oitocentos mil reais no parque.

## Fauna e flora

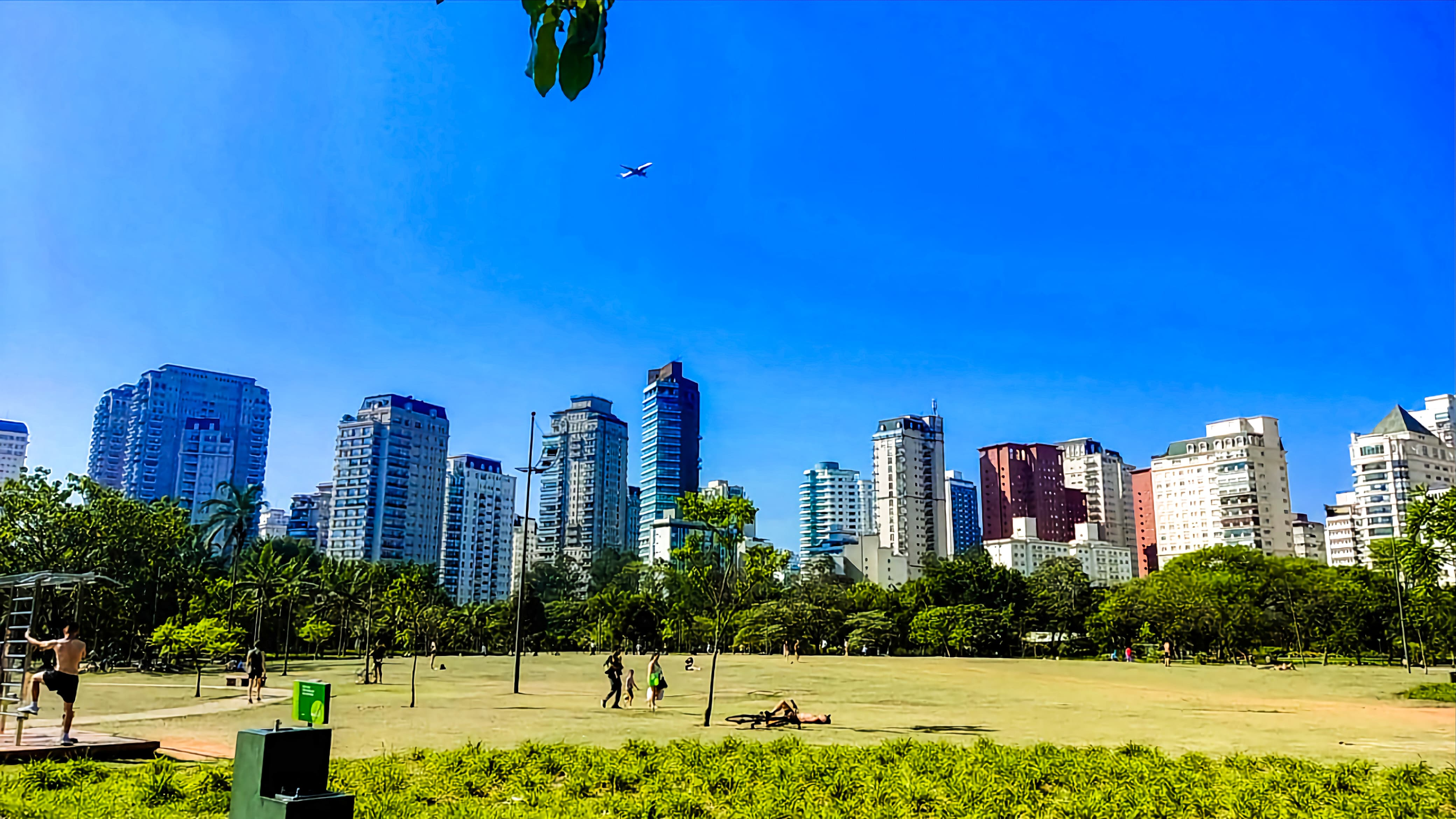
O parque conta com uma variedade de plantas e árvores, além de animais e áreas de lazer, como trilhas e parque infantil

O local conta com uma quantidade vantajosa de verde, repleto de natureza a sua volta. Somente em espécies de aves típicas de ambientes abertos são encontradas mais de 37 tipos, tais como beija-flor-tesoura, pica-pau-do-campo, suiriri-cavaleiro, sabiá-do-campo, tico-tico. Na copa das árvores ou em sobrevoo pode-se observar maracanã-nobre, tuim, sanhaçu-do-coqueiro, ferreirinho-relógio, alegrinho e pitiguari. De plantas, são 32 espécies distribuídas em conjuntos temáticos compostos por árvores frutíferas nativas, exóticas, madeiras nobres e trepadeiras, entre elas a grumixama e o pau-brasil estão ameaçados.
Um ponto atraente é o Jardim dos Sentidos, composto por ervas aromáticas que são possíveis de cheirar, tocar e até morder, como a mostarda, coentro, cheiro-verde, cebolinha, babosa e manjericão.

## Urbanização
A forma que se deu a paisagem urbana do Parque do Povo pode ser considerada hoje como excepcional e repleta de significados, pois é um espaço que foi moldado pela cultura popular de sua época e, apesar de hoje ter se modificado, os rastros ainda permanecem. O Parque é visto por estudiosos como um ambiente que resiste a lógica que o cerca, onde os inúmeros prédios a sua volta o enxergaram, por muito tempo, como um obstáculo para a expansão territorial e econômica do bairro.
O chamado urbanismo racionalista que tem como nome principal o arquiteto Le Courbusier, defende a densidade demográfica, ou seja, a clássica imagem da metrópole, sempre repleta de prédios altos, podendo ocasionar a segregação dos espaços.

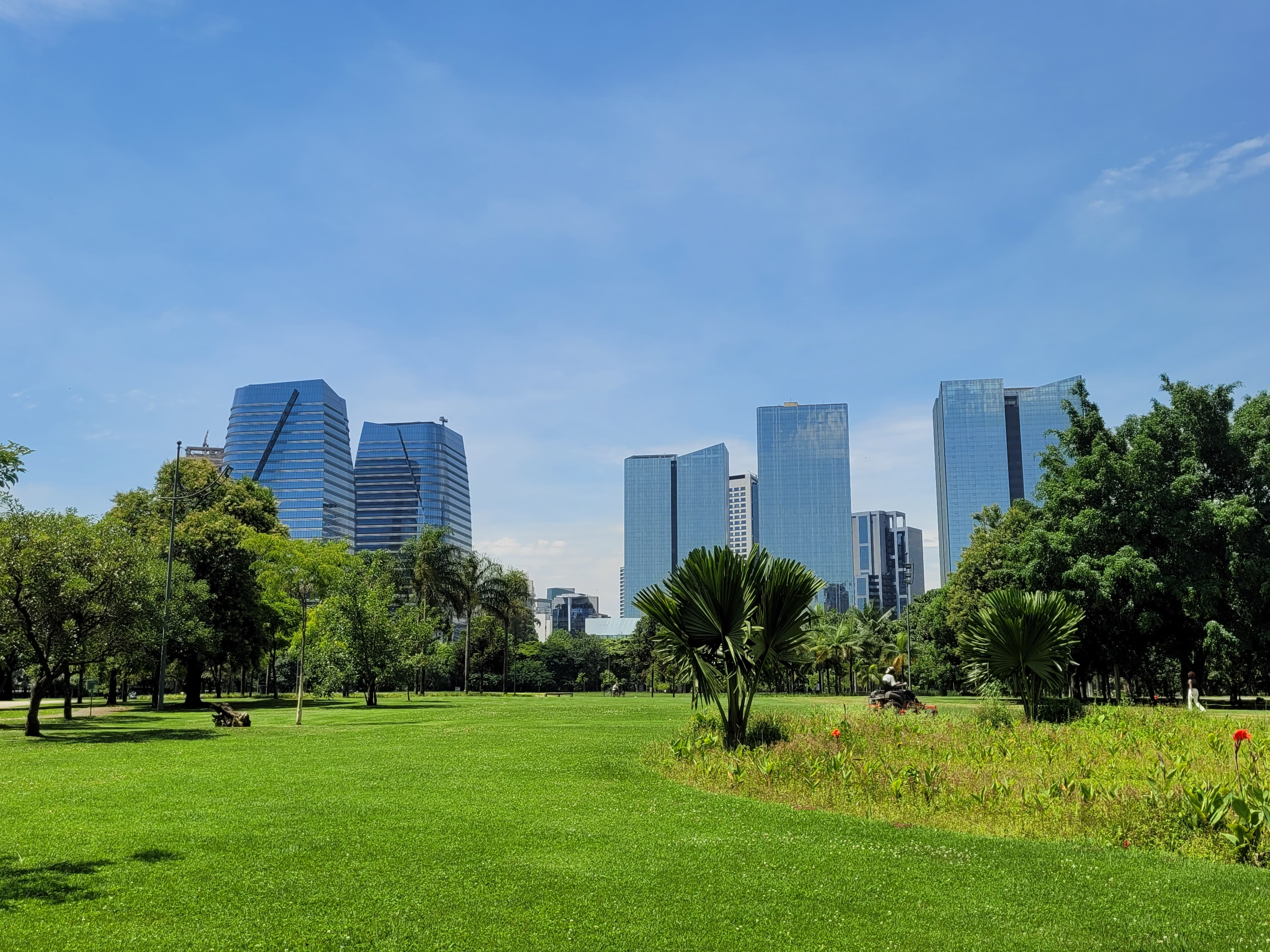
Parque do Povo e os inúmeros edifícios modernos que o cercam

No âmbito imobiliário a existência do Parque nunca gerou interesses positivos pois acreditavam que sua área estava degradada e precisava, então, ser reurbanizada, afim de aumentar a valorização econômica do local. Por isso foram necessárias as intervenções estatais, que vieram com políticas e práticas para ajustar o Parque do Povo ao meio em que está localizado e as necessidades daquele espaço, tal qual a sua requalificação, fazendo assim com que nenhum dos lados saíssem em desvantagem, nem o econômico, nem o urbano. Atualmente, a situação foi revertida e as últimas análises imobiliárias mostram que a valorizaram dos imóveis ao redor do Parque bateram seu recorde de valorização.

## Localização e funcionamento
O Parque do Povo localiza-se no bairro Itaim Bibi, na zona Sul da cidade de São Paulo, na Avenida Henrique Chamma, número 420.
O horário de funcionamento do parque é das 6h às 22h, diariamente, com entrada gratuita (desde sua inauguração).

## Galeria

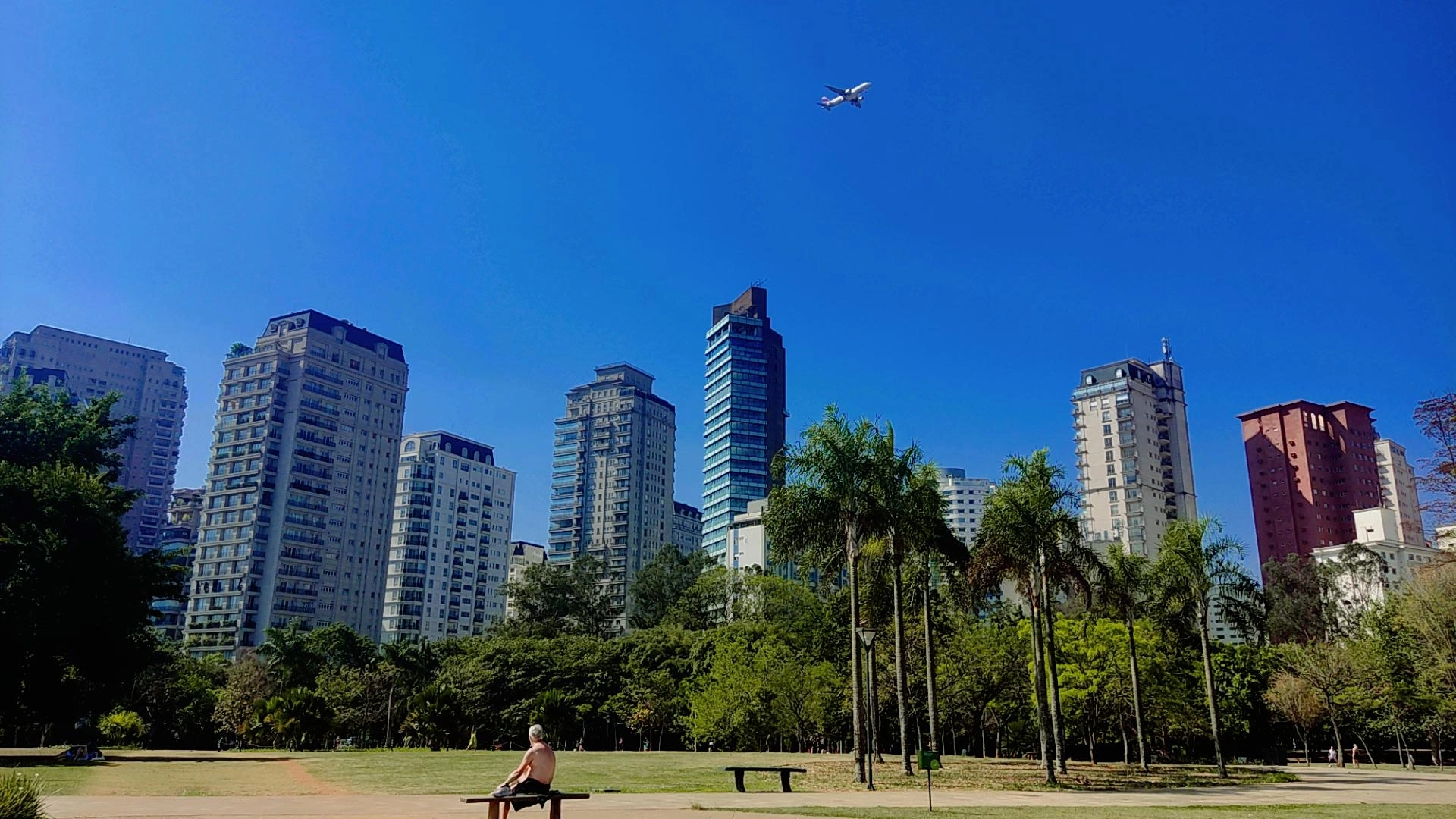
Paisagismo
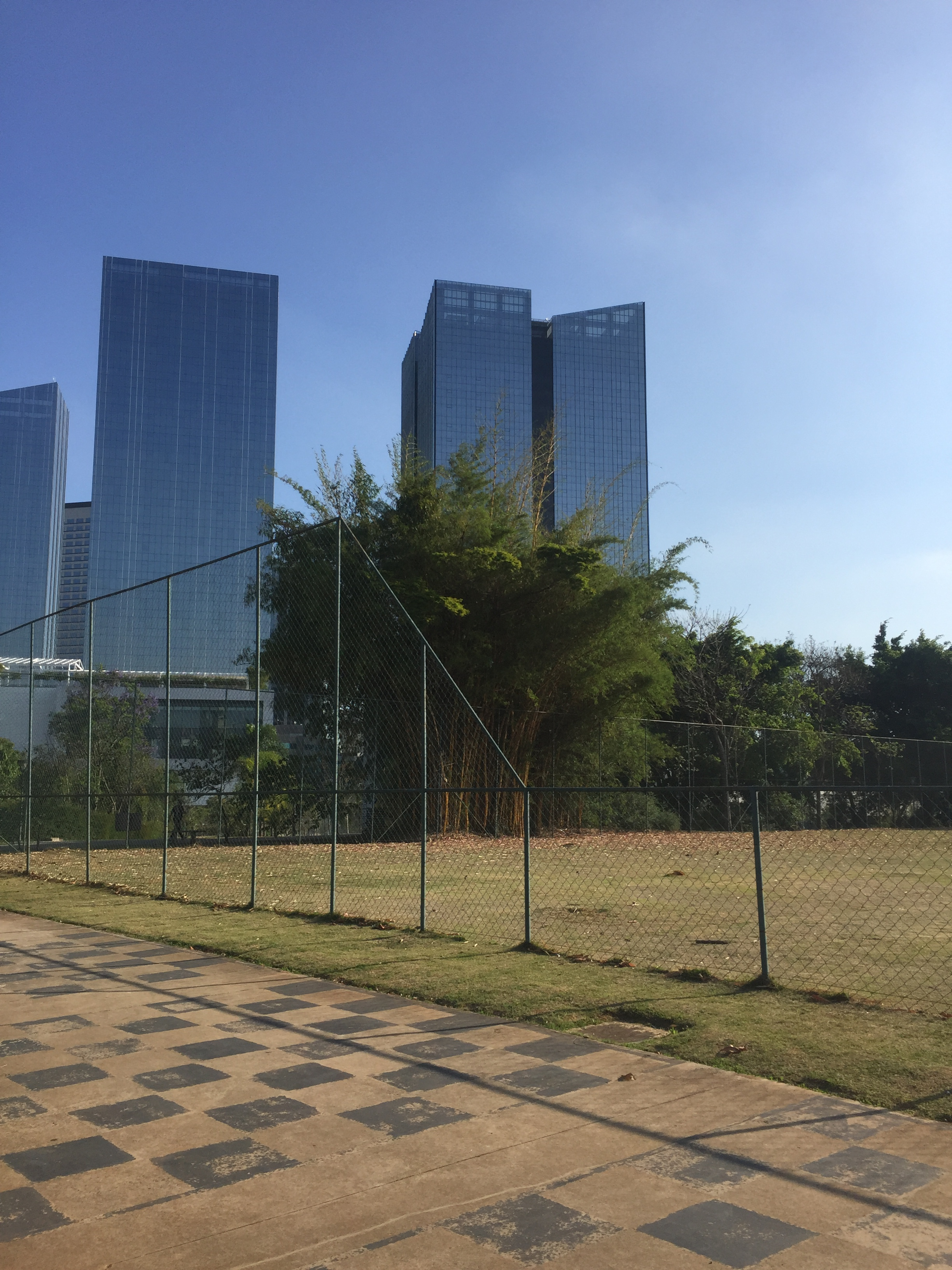
Campo de futebol que foi permanecido da antiga estrutura do Parque
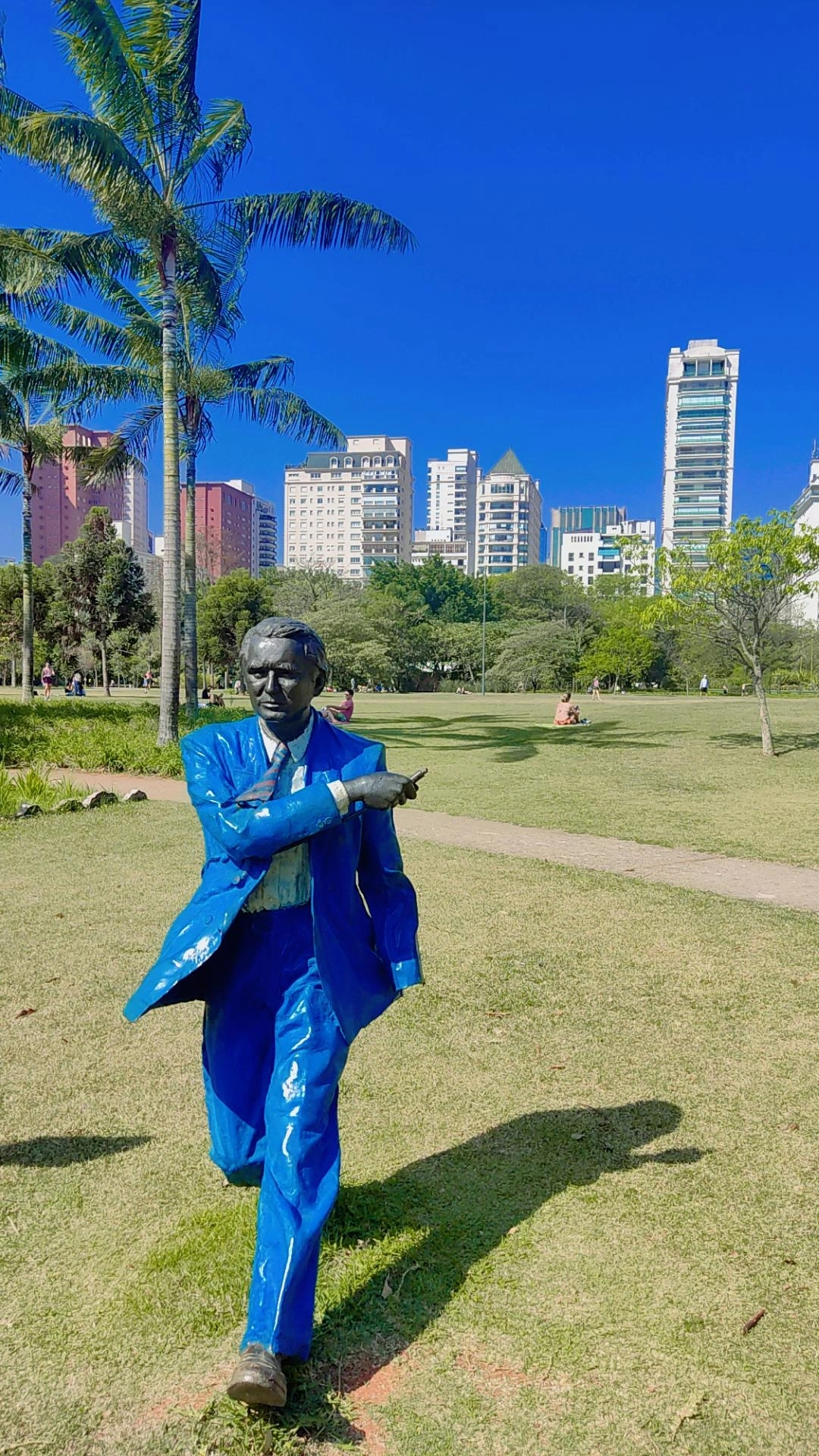
Escultura Homem na Chuva
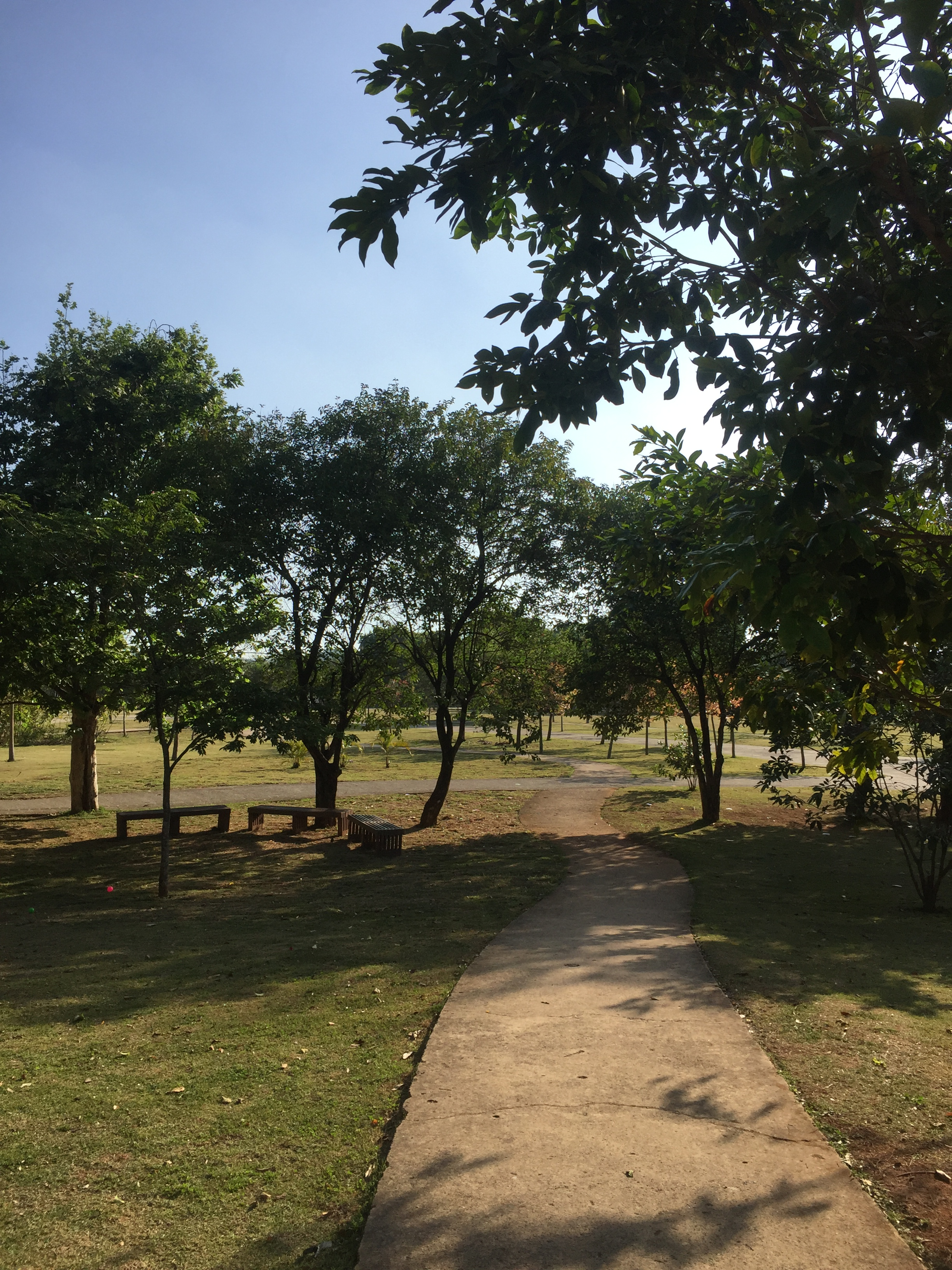
Trilhas de caminhada e corrida
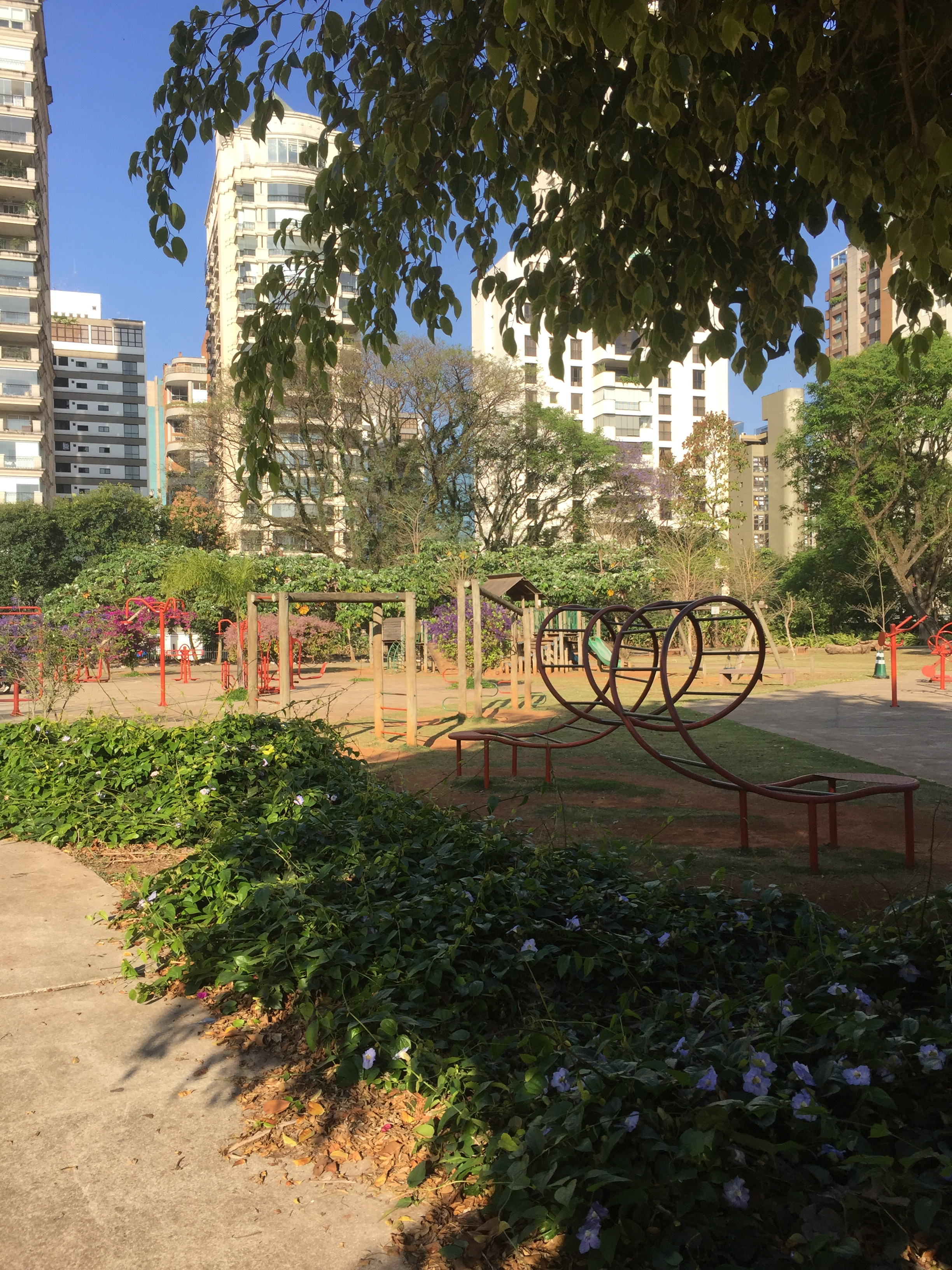
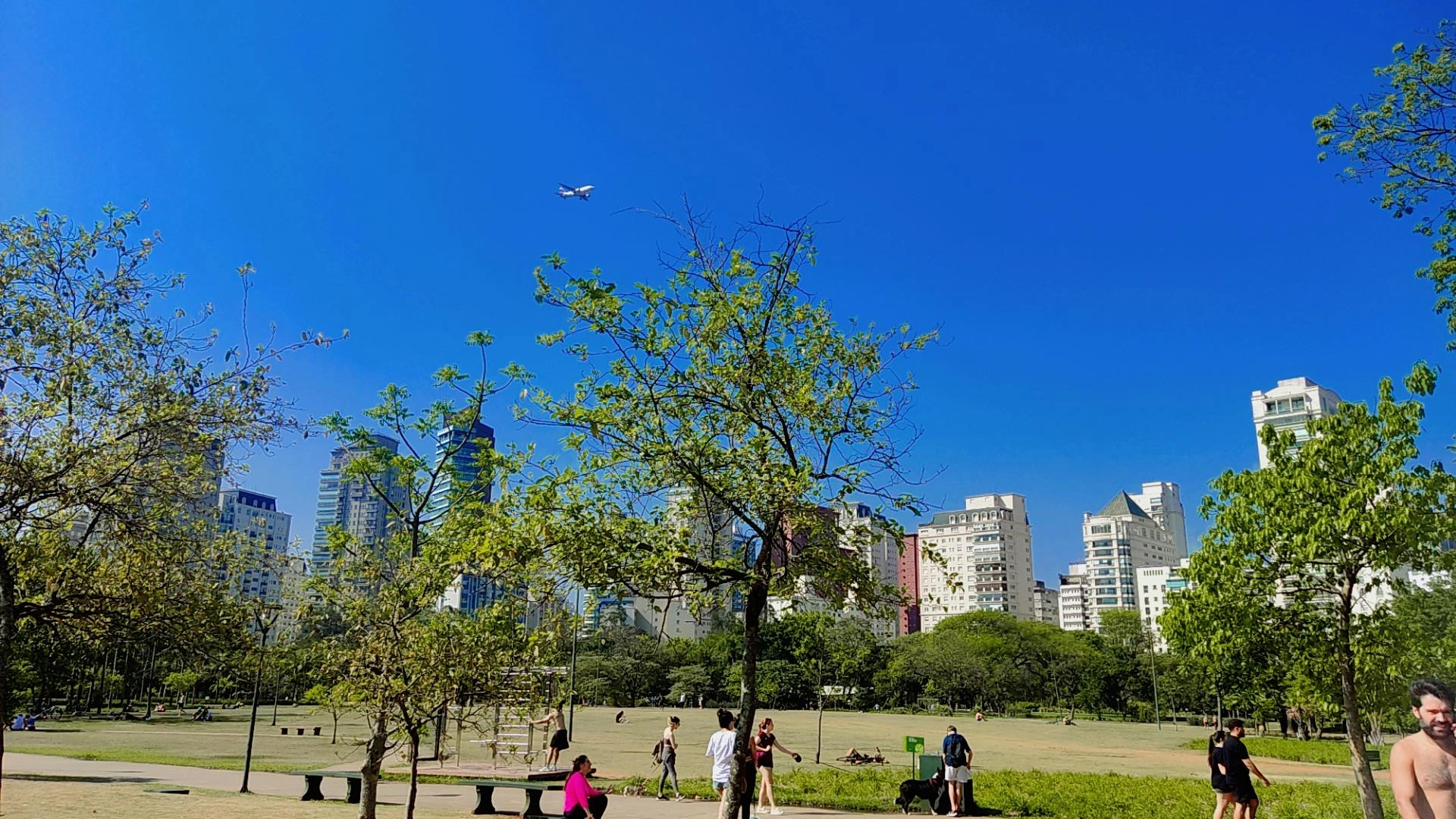
Área para exercícios
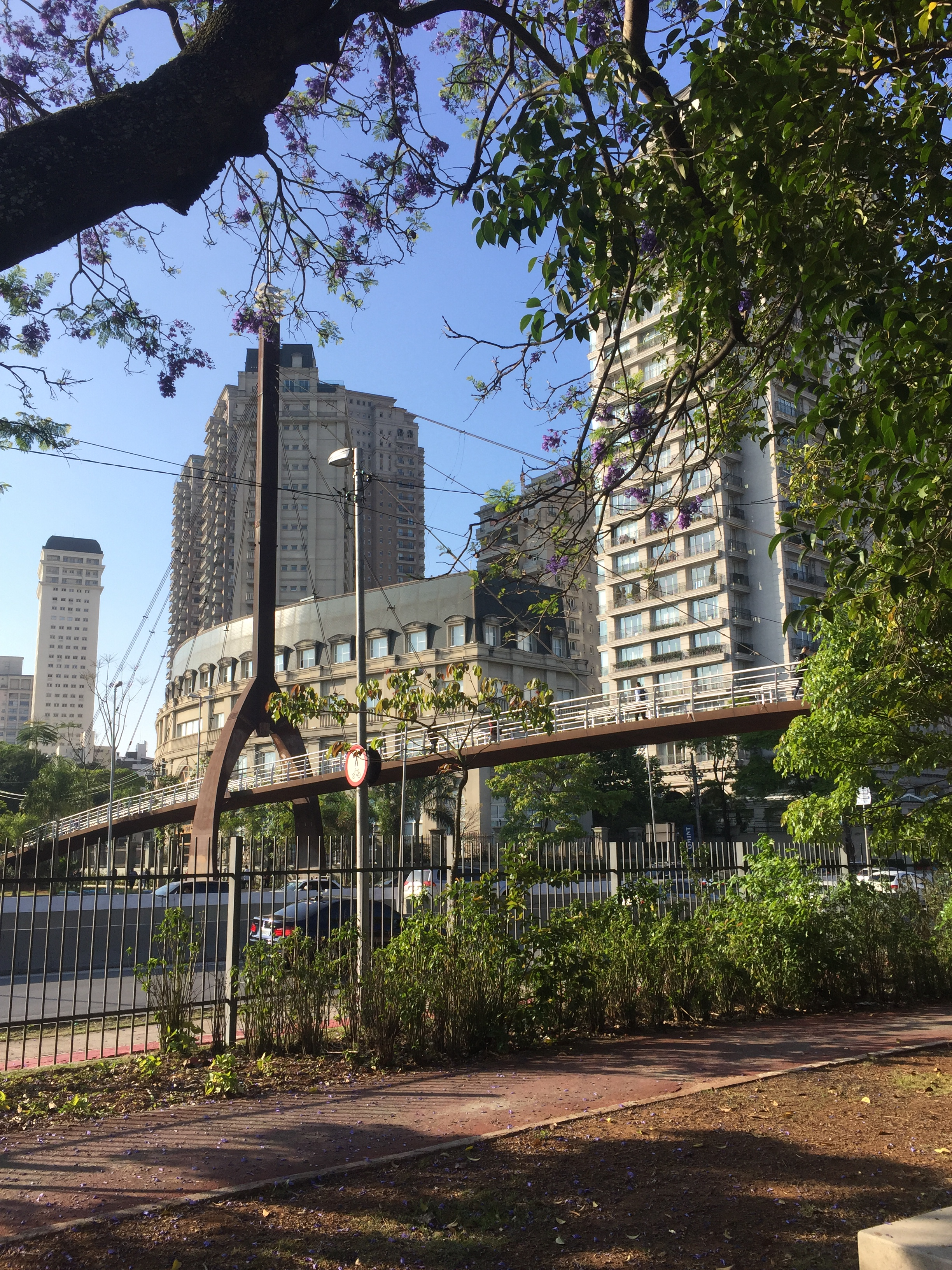
Ponte de acesso ao Parque
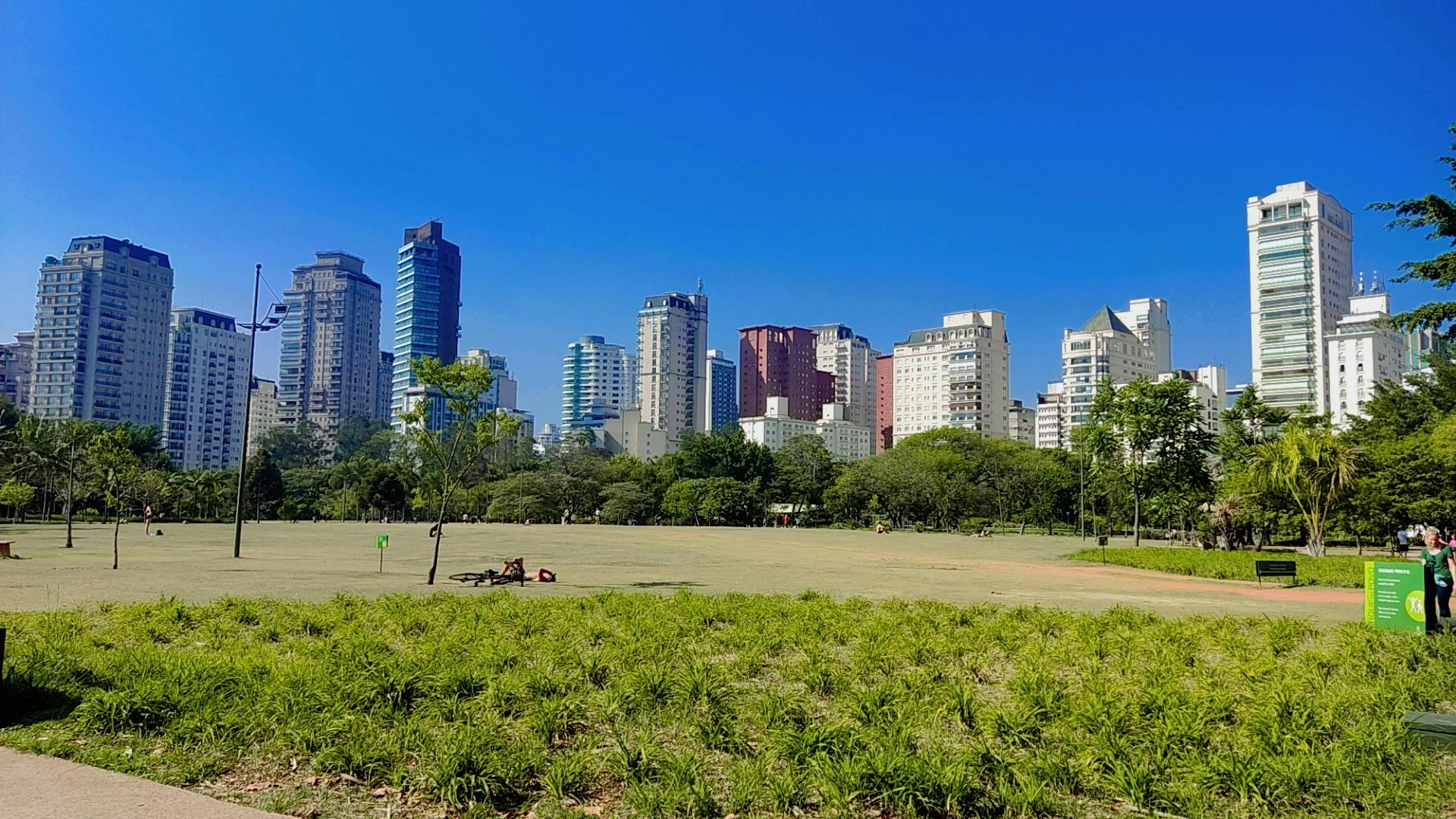
Edifícios residenciais ao fundo
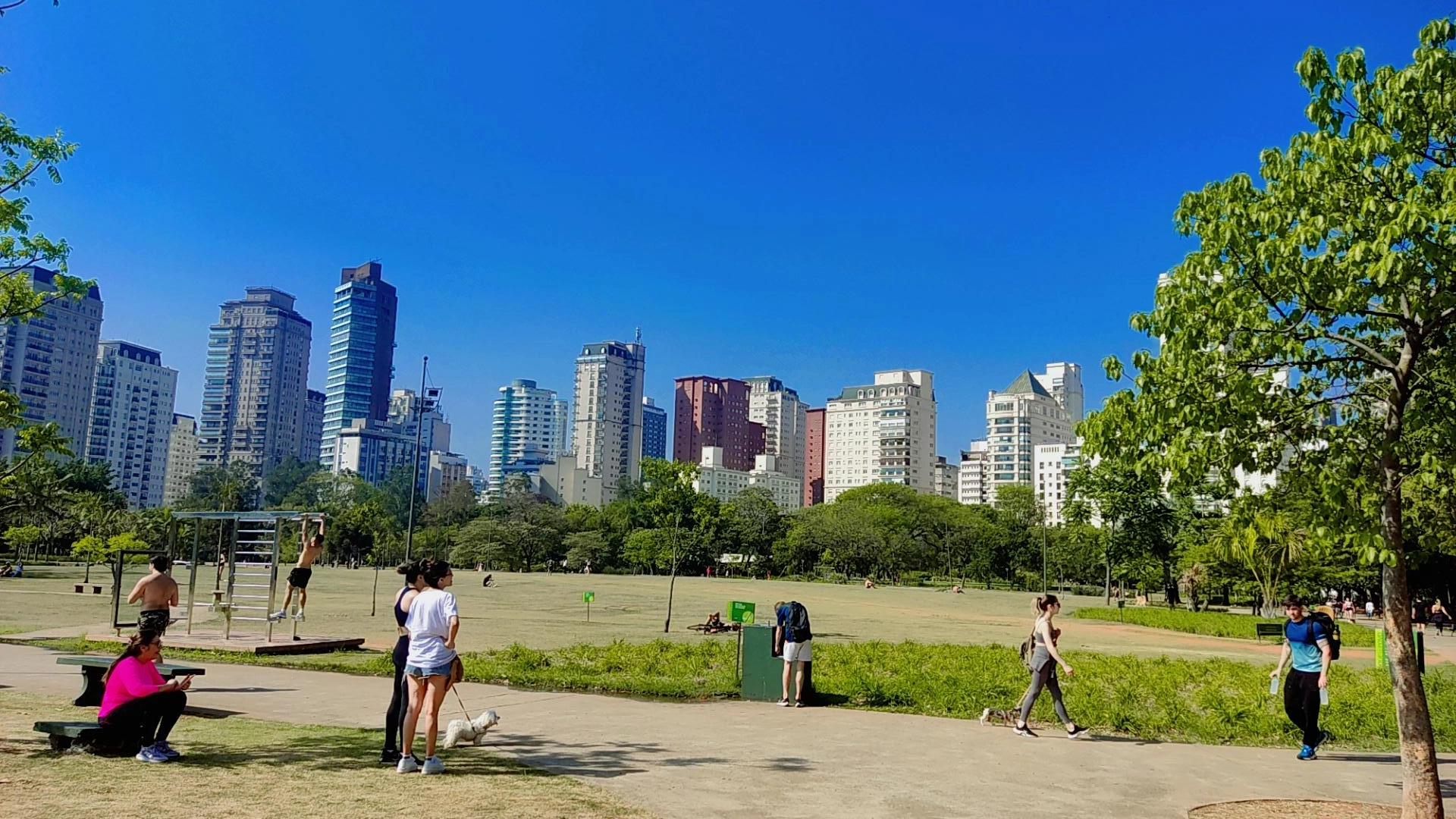
Área ao ar livre